# Bouguenais
 Bouguenais  (en galó Bougonae, en bretón Kervegon) es una comuna y población de Francia, en la región de País del Loira, departamento de Loira Atlántico, en el distrito de Nantes y cantón de Rezé. Es la mayor población del cantón.
Su población municipal en 2007 era de 16 698 habitantes. Forma parte de la aglomeración urbana de Nantes.
Está integrada en la Communauté urbaine Nantes Métropole.

## Demografía
| 2 790 | 2 376 | 2 710 | 3 165 | 3 281 | 3 260 | 3 413 | 3 637 | 3877 | 3 729 | 3 709 | 3 642 | 3 599 | 3 768 | 3 897 | 3 761 | 3 865 | 3 826 | 3 796 | 3 897 | 3 784 | 4 158 | 4 162 | 4 810 | 6 523 | 8 777 | 10 047 | 11 684 | 14 043 | 15 099 | 15 627 | 16 698 |
| Para los censos de 1962 a 1999 la población legal corresponde a la población sin duplicidades (Fuente: INSEE [Consultar]) |       |       |       |       |       |       |       |      |       |       |       |       |       |       |       |       |       |       |       |       |       |       |       |       |       |        |        |        |        |        |        |